# La Motte-d’Aigues
La Motte-d’Aigues település Franciaországban, Vaucluse megyében. Lakosainak száma 1418 fő (2022. január 1.). La Motte-d’Aigues Cabrières-d’Aigues, Peypin-d’Aigues, Saint-Martin-de-Castillon, Saint-Martin-de-la-Brasque, Sannes és La Tour-d’Aigues községekkel határos.

## Népesség
A település népességének változása:
| Lakosok száma | 1333 | 1344 | 1379 | 1334 | 1359 | 1371 | 1378 | 1399 | 1418 |
|               | 2013 | 2015 | 2016 | 2017 | 2018 | 2019 | 2020 | 2021 | 2022 |